# Dictyssa ovata
Dictyssa ovata är en insektsart som beskrevs av Ball 1910. Dictyssa ovata ingår i släktet Dictyssa och familjen sköldstritar. Inga underarter finns listade i Catalogue of Life.